# Saarinen (sjö i Leppävirta, Norra Savolax, 62,55 N, 27,5 Ö)
Saarinen är en sjö i kommunen Leppävirta i landskapet Norra Savolax i Finland. Den är 16 meter djup. Arean är 25 hektar och strandlinjen är 4,79 kilometer lång.  Den  ingår i Vuoksens huvudavrinningsområde.  Sjön ligger omkring 38 kilometer söder om Kuopio och omkring 300 kilometer nordöst om Helsingfors. 
I sjön finns ön Palanutsaari. 